# Ритиньш, Мартиньш
Мартиньш Интс Ритиньш (латыш. Mārtiņš Ints Rītiņš; 19 октября 1949, Чешир, Англия — 11 февраля 2022) — латвийский кулинарный деятель и ресторатор. Шеф-повар и владелец ресторана Vincents. Ведущий телепередачи «Kas var būt labāks par šo?» («Что может быть лучше этого?») на канале LTV-1 и с 2018 года программы «Tuč, tuč Rītiņš» на канале LNT. Президент Латвийского общества Slow Food. Являлся сторонником экологической кухни. Кавалер ордена Трёх звёзд (2007). Кавалер эстонского ордена Креста земли Марии V класса

## Биография
Родился в 1949 году в Англии, в семье латышских беженцев в городе Корби. Его отец после переезда в Англию работал на угольной шахте, был активистом организации бывших легионеров «Ястребы Даугавы», руководил в британском отделении хозяйственной частью.
Мартиньш посещал воскресную латышскую школу и слыл сорванцом и отстающим, мама впоследствии гордилась, что он вырос не таким, каким был в детстве.
В 1971 году закончил техникум в Вестминстере (Westminster Technical School), в Лондоне.
С 1972-го до 1992 года работал в ресторанах гостиничной сети Grand Metropolitan Hotels в Англии, Канаде, Ямайке, Индии, Саудовской Аравии, Таиланде, снова в Канаде.
С 1984-го до 1992 года был владельцем собственного предприятия Martins Catering Ltd в Торонто.
В 1993 году Ритиньш вместе с матерью Херминой вернулся в Латвию и спустя год создал на исторической родине ресторан «Vincents», где стал директором и шеф-поваром, положив начало новой генерации шеф-поваров в Латвии, которые у него учились.
В 1995 году стал телеведущим кулинарной программы «Kas var būt labāks par šo?» («Что может быть лучше?»), производство которой было прекращено в 2015 году из-за разногласий главного героя, LTV и продюсера программы.
В 2007 году принял участие в дубляже на латышский язык мультфильма «Рататуй», где озвучил одну из ролей.
В 2017 году Ритиньш передал руководство рестораном сомелье Раймонду Томсону. В 2018 году он вернулся на телевидение с программой «Tuč, tuč Rītiņš», но на частный канал LNT.
В 2020 году Ритиньш вернулся в «Vincents» как директор и совладелец.
Ритиньш вёл здоровый образ жизни, каждый день гулял в лесу, занимался спортивными тренировками в зале под руководством тренера Иво Эрдманиса. В последние годы жизни стал вегетарианцем, увлекся аюрведой под руководством доктора Юриса Эренпрейса.
В 2021 году его старшие братья, строительный инженер Янис (78) и художник-декоратор Андрей (75) продали дом в Лондоне и переехали к Мартиньшу, в его дом Ataugas в Балтэзерсе, выкупив его за 360 тысяч евро у брата, который выставил дом на продажу, чтобы переехать в Ригу. Чтобы убедить их перебраться в Латвию навсегда, Мартиньш сказал, что снег в Латвии бывает только два раза в год, и 3 января приземлившись в Риге, они были очень удивлены сугробами.
Мартиньш Ритиньш принимал участие в рекламной кампании вакцинации от COVID-19 и вместе с братьями прошел полный курс прививок, включая бустерную дозу. Он заболел на Рождество 2021 года и был госпитализирован. Он скончался 11 февраля 2022 года в Рижской университетской клинической больнице им. П. Страдиня от осложнений COVID-19 после нескольких недель борьбы с болезнью.

## Кредо
«Я всегда жил по принципу — то, что делаешь, делай по возможности хорошо. Я себя всецело отдавал работе. По-моему, никто не умер от того, что перетрудился. Но в наше время люди слишком часто жалуются на то, что им нужно физически работать. В этом смысле мир очень изменился».

## Оценка
Посетивший Ригу ресторанный критик Мишлен, продегустировав блюда пяти лучших заведений, признал, что только «Vincents» Ритиньша соответствует высоким стандартам знаменитого каталога.
«Мартиньш встречал как дорогих гостей иностранных президентов и политических лидеров, титулованных особ и мировых звезд, и на фото с шеф-поваром они выглядят сытыми и счастливыми. Не случайно британский принц Чарльз, случайно столкнувшись с Мартиньшем на приёме в своем Художественном музее, узнал его и спросил — что поедим сегодня?» — вспоминала автор книги о Ритиньше Линда Апсе.